# Galaga ’88
Galaga ’88 (jap.: ギャラガ'88, Gyaraga Eiti Eito) ist ein Arcade-Spiel der Firma Namco aus dem Jahre 1987. Es handelt sich hierbei um den dritten Teil der Galaxian-Reihe (zuvor erschienen Galaga (1981) und Gaplus (1984)). Das Spiel zeigte wesentlich aufwendigere Grafiken als die Vorgänger, besonders durch die detaillierten Hintergründe und die größeren Raumschiffe. Die Kritiken des Spiels waren durchweg positiv, dennoch wurden weniger Automaten als bei den Vorgängern Galaga und Gaplus produziert. Galaga ’88 basierte auf der Hardware Namco System 1.

## Gameplay
Das Spielprinzip von Galaga '88 basiert auf den Grundlagen des original Galaga, war jedoch in vielen Details wesentlich komplexer aufgebaut und schwieriger zu spielen. Das Spiel ist aufgeteilt in 29 Level, die auf acht Welten aufgeteilt wurden.